# Montaña de Palmarito
La Montaña de Palmarito y su ladera sur, el Cerro La Mucutía, son parte de una formación de montaña ubicada en una exclusiva región natural al norte de Portuguesa, a poca distancia al norte de Ospino, en el occidente de Venezuela. A una altitud promedio de 1.686 m s. n. m., el Cerro La Mucutía es una de las montañas más altas en Portuguesa.

## Ubicación
La Montaña de Palmarito es el punto más elevado de la fila Agua Amarilla. Hacia el sur se continúa con el Cerro La Mucutía en un punto donde la Fila hace un giro hacia el este por el Cerro La Mona en dirección a la comunidad de La Aparición. Las montañas están ubicadas en el corazón del parque nacional El Guache y rodeado de los poblados rurales de Moroturo, Santa Rosa de Guache, El Veral, Santa Ana, Sanarito, La Laguna, San Bartolo, Santa Cruz, Palmarito, Jobillal, y Guache de Garabote, todos ubicados dentro de los límites del parque.

## Geología
La fila Agua Amarilla, que hace cumbre en la Montaña de Palmarito y se extiende al este por la Fila de Garabote, se encuentra en el extremo sur de una formación geológica que parte por el sur del estado Lara, pasa por Ospino y llega a la carretera Acarigua-Barquisimeto al este, conocida como Formación «El Pegón» o «Guamacire». La zona posee una geología que consiste esencialmente en gravas de color blanco, marrón o marrón amarillento, con frecuentes peñones y guijarros de cuarzo blanco, ftanita y arenisca, interestratificadas con capas de arenas arcillosas, friables, de color que va de marrón claro a gris azuloso.
Aun cuando se han descubierto foraminíferos en el sedimento, incluyendo Globorotalia y ostrácodos mal preservados, no se ha reportado la presencia de fósiles sobre la Montaña de Palmarito ni sus alrededores.